# Каплиця Положення Ризи Пресвятої Богородиці (Винятинці)
Каплиця Положення Ризи Пресвятої Богородиці у Винятинцях — культова споруда, пам'ятка архітектури місцевого значення в селі Винятинцях Заліщицької громади Чортківського району Тернопільської области України.

## Відомості
25 червня 1891 року, в яру, дітям, які пасли овець, з'явилася Пресвята Діва Марія. Цю подію досліджувала спеціальна церковна комісія, очолювана о. Йосифом Гаванським. Під присягою опитано й інших свідків, які підтвердили що бачили Діву Марію. У 1896 році на місці об'явлення збудовано каплицю.
Святиня наділена відпустом на сім років від Папи Пія IX та відпустом постійним від Папи Льва VIII.
Біля святині є джерело до якого веде Хресна дорога.